# Fool in Love
«Fool in Love» es una canción de la cantante barbadense Rihanna, perteneciente a la edición de lujo de su sexto álbum de estudio Talk That Talk (2011). Fue compuesta y producida por Ester Dean, Dr. Luke y Cirkut. Es una balada rapsodia, con una instrumentación de guitarras acústicas y eléctricas, sintetizadores y tambores. La letra gira en torno a Rihanna, siendo la protagonista, y cómo ella relata que ha conocido a un hombre relativamente bueno y que sus padres no lo aprueban, pero pide que acepten su decisión de estar con él debido a su amor por los demás, a pesar de las preocupaciones familiares.
Recibió comparaciones con «Bohemian Rhapsody» de Queen y «Criminal» de Britney Spears. Los críticos elogiaron la composición, la producción y la interpretación vocal; sin embargo, algunos criticaron su letra. Tras el lanzamiento de Talk That Talk, «Fool in Love» debutó en el puesto 70 de la lista South Korea Gaon International Chart, con 6536 descargas vendidas. También alcanzó las posiciones 35 y 123 de las listas británicas UK R&B Chart y UK Singles Chart, respectivamente.

## Composición y letras

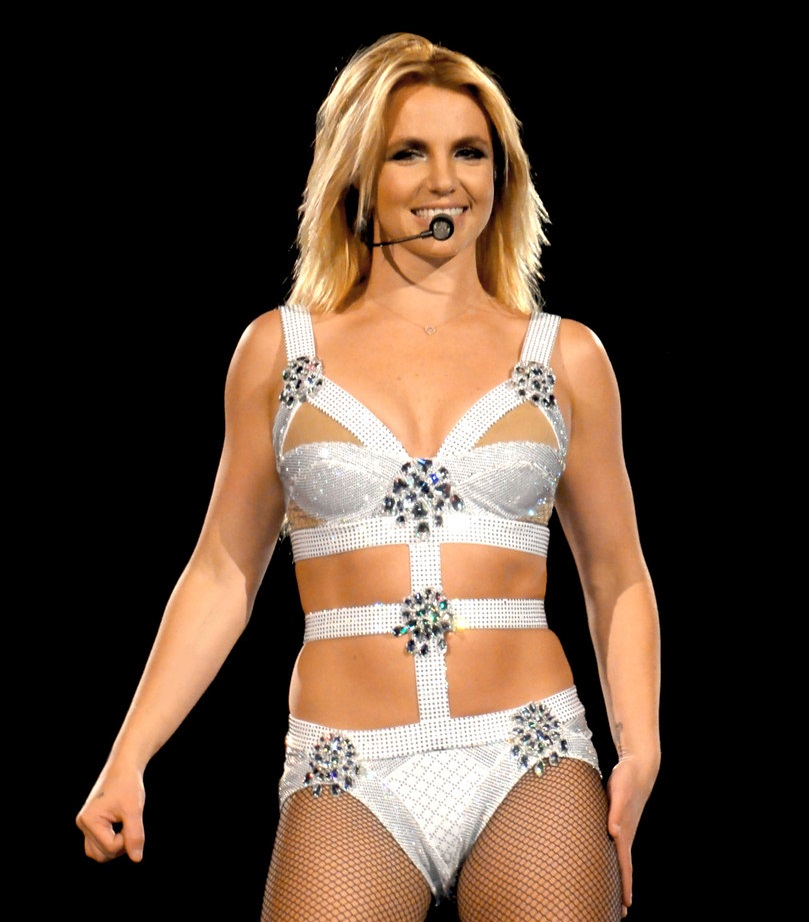
La composición de «Fool in Love» fue comparada a la canción «Criminal» de Britney Spears.

Ester Dean, Lukasz Gottwald y Henry Walter compusieron «Fool in Love», mientras que la producción quedó a cargo de Dr. Luke, Cirkut y Dean. Katherine St Asaph de Popdust y Amy Sciarretto de Popcrush señalaron que la letra inicial de la canción es similar a la de «Bohemian Rhapsody» de Queen (A Night at the Opera, 1975), en relación con el inicio de la letra «Mama, I found a man» («Mamá, encontré un hombre»). Amy Sciaretto de PopCrush, así como St Asaph, también la compararon con la composición de «Criminal» de Britney Spears (Femme Fatale, 2011), con respecto a cómo la instrumentación de «Fool in Love» comienza con «sintetizadores planos» y guitarras acústicas, pero Sciaretto acepta que «solo Ri[hanna] podría hacer ese trabajo de yuxtaposición». «Fool in Love» también cuenta con una secuencia de guitarra simple y doble hacia el final, el cual comienza con una guitarra eléctrica que se está reproduciendo e incorporara un segundo, creando un efecto «hermanado», antes de descender en un prolongado fade al final.
Es una balada rapsodia, el cual incorpora guitarras acústicas y eléctricas, sintetizadores y tambores. Líricamente, Rihanna relata cómo ella ha conocido a un hombre relativamente bueno que sus padres no aprueban, pero pide que acepten su decisión de estar con él debido a su amor por los demás, a pesar de las preocupaciones familiares. Rihanna insiste que está enamorada, y canta: «Papa he's quite a man, he adores me/ He's my biggest fan» («Papá, él es un buen hombre, me adora / Es mi mayor admirador»). Luego afirma que ha tomado un control en ella, y dice: «We're too far down the hole/ He's got a hold on my soul» («Estamos demasiado lejos del agujero, tiene un alto en mi alma»). Robert Everett-Green de The Globe and Mail describió la interpretación vocal de Rihanna como la «mejor canción ornamentada», además de señalar que emana una sensación de fatalidad en su voz durante las secuencias bajas en la canción. «Fool in Love» muestra a Rihanna en un estilo vulnerable de canto, debido al contenido lírico y el estado de ánimo en la canción, que puede ser escuchada en las letras «Papa, are you ashamed of how your little girl turned out?» («Papá, ¿estás avergonzado de cómo resultó tu niña?») debido a que siente como si sus padres estuviesen decepcionados en su elección del hombre. Robert Copsey de Digital Spy comentó que Rihanna parece ser la canalización de Madonna en la canción.

## Recepción crítica y versiones
La canción recibió en su mayoría reseñas positivas de los críticos. Robert Copsey de Digital Spy elogió la balada de Talk That Talk, y prestó particular atención a «Fool in Love» y «Farewell». Escribió: «Cualquiera que cuestione sus motivos solo necesita escuchar las baladas "Farewell" y "Fool in Love" para averiguar que ella no solo tiene un corazón, sino que sin duda pone todo en estos últimos seis años». Robert Everett-Green de The Globe and Mail también la elogió y dijo: «"Fool in Love" suena hacia abajo del telón con un himno imponente que de alguna manera aprieta una sensación fresca de un concepto lírico cansado». Katherine St Asaph de Popdust le dio una respuesta variada, con tres y media estrellas de cinco, y comentó: «tan malo que es bueno». St Asaph elogió la composición y las influencias musicales, pero la criticó por no proporcionar una «variedad dinámica» entre el material de Talk That Talk. En octubre de 2012, el cantante de R&B británico Iyaz publicó una versión de «Fool in Love».

## Listas
Tras el lanzamiento de Talk That Talk, «Fool in Love» debutó en el puesto número 70 del South Korea Gaon International Chart el 26 de noviembre de 2011, con ventas de 6536 descargas digitales. En el Reino Unido, ingresó en las posiciones 35 y 123 del UK R&B Singles Chart y el UK Singles Chart, respectivamente.
| País (Lista 2011)                                    | Mejor posición |
| ---------------------------------------------------- | -------------- |
| Corea del Sur (South Korea Gaon International Chart) | 70             |
| Reino Unido (UK R&B Singles Chart)                   | 35             |
| Reino Unido (UK Singles Chart)                       | 123            |

## Créditos y personal
Créditos adaptados de notas del álbum de Talk That Talk.
Grabación
- Grabado en Eightysevenfourteen Studios, Los Ángeles, California y en Eyeknowasecret Studio, Brentwood, California.
- Mezclado en MixStar Studios, Virginia Beach, Virginia.

Personal
| - Composición – Ester Dean, Lukasz Gottwald, Henry Walter - Producción, instrumentos, programación – Dr. Luke, Cirkut - Grabación e ingeniería vocal – Kuk Harrell, Marcos Tovar - Asistente de grabación vocal – Jennifer Rosales - Ingeniería – Aubry «Big Juice» Delaine, Clint Gibbs | - Mezcla – Serban Ghenea - Ingeniero de mezcla – John Hanes - Asistente de ingeniero de mezcla – Phil Seaford - Guitarra – Nuno Bettencourt - Coordinación de producción – Irene Richter, Katie Mitzell |